# Крішна (Сеуни)
Крішна I (каннада ಕನ್ನರ; д/н–1261) — 4-й чакравартін Держави Сеунів в 1246/1247–1261 роках. Відомий також як Канха, Каннара та Кандхара.

## Життєпис
Онук чакравартіна Сімгани II, син Джайтугі II, що був оголошений спадкоємцем і молодшим співправителем, але помер ще за панування батька. У листопаді-груднні 1246 або у жовтні 1247 року після смерті діда спадкував владу.
Близько 1250 року вдерся до Малави, де на той час магараджахіраджа Джайтугідева Парамара зазнав поразок від дполководця Балбана делійського султана Махмуда. Незважаючи на низку перемог Крішні не вдалося підкорити Парамара, ймовірно все обмежилося грабунком місцевості. За цим спробував відновити владу над регіоном Лата (південносхідний Гуджарат), де панувала династія Ваґела. Але тут не домігся ключового успіху у війні проти магараджахіраджи Вісаладеви.
Відомо також про військову кампанія на початку 1250-х років проти Віра Сомешвари, магараджахіраджи Держави Хойсалів. Згідно написів Сеунів вдалося захопити володіння (сучасний округ Чітрадурга), але згідно написів Хойсалів саме Сомешвара здобув перемогу. Напевне спочатку війська Сеунів вдалося просунутися до ворожої території, але утримати її Сеуни не змогли.
Разом з тим було приєднано родинні володіння Калачура з місто Трипурі, але невідом, хто там на той час панував, можливо якась гілка династії Калачура. В будь-якому разі війська Сеуна поклали край існуванню якихось Калачура в цьому регіоні. Також ймовірно було здійснено вторгнення до володінь Кадава, але наслідки цього невідомі.
Помер Крішна I 1261 року. Йому спадкував брат Махадева.